# Mothibistad
Mothibistad – miasto w Republice Południowej Afryki, położone w Prownicji Przylądkowej Północnej, w dystrykcie John Taolo Gaetsewe, w gminie Joe Morolong, której jest siedzibą administracyjną.